# ۹۷۱ (قمری)
۹۷۱ (قمری)، نهصد و هفتاد و یکمین سال در گاهشماری هجری قمری است. اول محرم این سال برابر با سی و یکم اوت سال ۱۵۶۳ میلادی است.

## وابسته
- ابن حنبلی